# 21e régiment de chasseurs à cheval
Pour les articles homonymes, voir 21e régiment.
Le 21e régiment de chasseurs à cheval est une unité de l’armée française, créée sous la Révolution française à partir des Hussards Braconniers.

## Création et différentes dénominations
- 14 septembre 1792 : l'escadron des Hussards Braconniers est créé par Landrieux.
- juin 1793 : renommé le 21e régiment de chasseurs à cheval
- 5 novembre 1799 : le régiment est une des trois unités qui participent au coup d'État du 18 brumaire
- 1814 : Dissous
- 1816 : Chasseurs de Vaucluse
- 1825 : 21e régiment de chasseurs à cheval
- 1826 : Dissous, devient le 9e régiment de dragons
- 1888 : 21e régiment de chasseurs à cheval
- 1919 : Dissous

## Chefs de corps
- 1793 : Andrieu
- 1794 : Dupré
- 1803 : chef de brigade Berruyer
- 1811 : colonel Louis Charles Barthélémy Sopransi (*)
- 1811 : colonel Duchastel de La Martinière
- 1815 : Asselin de Crèvecœur
- 1894-1900 : Félix Choquet (nommé général en 1901)
- 1907 : Fourcade
- 1916 : Magnin

## Historique des combats et batailles du21eChasseurs à cheval

### Guerres de la Révolution et de l'Empire
- 1793-1794 : Armée du Nord
- 1793 :
  - Invasion de la Belgique, siège d'Ypres et de Nieuport
- 1794 : Armée du Nord, Armée de Sambre-et-Meuse
  - Siège et prise du Fort de l'Ecluse
- 1795-1799 : Armée de l'Intérieur
  - Fin juin 1795, les 1er et 3e bataillons la 38e demi-brigade, le 3e bataillon de la 128e demi-brigade, les 2e et 3e bataillons de la 176e demi-brigade, le 7e bataillon de volontaires de l'Yonne, le 3e régiment de dragons, le 21e régiment de chasseurs à cheval, la 27e division de gendarmerie  et des détachements des 2e, 3e et 6e régiments d'artillerie sont camp de Marly sous le ordres du général Baraguey d'Hilliers commandant de l'armée de Paris[1].
- 1800-1801 : Armées de Réserve et d'Italie
  - Prise d'Aoste
  - Châtillon
  - Ivrée
  - Chiusella
  - bataille de Marengo
  - Siège de Peschiera
- 1805 : Campagne d'Autriche
  - bataille de Wertingen
  - Bataille d'Ulm
  - 2 décembre : Bataille d'Austerlitz
- 1806 -1807 : campagne de Prusse et de Pologne
- 1806 :
  - bataille de Saalfeld
  - 14 octobre : Bataille d'Iéna
  - Prise de Spandau
  - Prentzlow
  - Pultusk
- 1807 :
  - Ostrolenka
  - Ostrowo
- 1809 - 1814 : Espagne
- 1809 :
  - Arzopispo
  - Bataille d'Ocaña
- 1810
  - Andalousie
  - Badajoz
- 1811:
  - Gebora
  - Albuhera
- 1812:
  - Arapiles
- 1813:
  - Vitoria
- 1814 : Campagne de France
  - 27 février : bataille d'Orthez
  - Toulouse

### IIIeRépublique jusqu'à la Première Guerre mondiale
Garnisons :
- 1873-1895 : Vendôme
- 1896-1914 : Limoges

### Première Guerre mondiale

#### Affectation
- 100e division d'infanterie territoriale[2],[3]

#### 1914
- Bataille de l'Yser

#### 1915
- Champagne
- Lorraine
- Artois

#### 1916
- Verdun
- Aisne
- Somme

#### 1917
- Champagne

#### 1918
- Bataille du Piave

## Étendard du régiment
Il porte, cousues en lettres d'or dans ses plis de son étendard, les inscriptions suivantes:
- Marengo 1800
- Wartingen 1800
- Iéna 1806
- Ocana 1809
- L'Yser 1914
- Italie 1918

## Personnalités
- Joachim Murat, alors chef d'escadron

## Uniforme
- flamme du bonnet : bleu
- collet : bleu
- dolman : vert
- parement : bleu
- tresse : jaune
- culotte : bleu

## Sources et bibliographie
- Les Hussards français, Tome 1, De l'Ancien régime à l'Empire, édition Histoire & Collections
- Cahiers de la SABRETACHE, Les chasseurs à cheval, nouvelle série no 138, 4e trimestre 1998.
- Historique du 21e régiment de chasseurs : 1914-1919, Limoges, Queyment, 1920, 76 p., lire en ligne sur Gallica.